# Leonid Nickolayevich Martynov
Leonid Nickolayevich Martynov (tiếng Nga: Леони́д Никола́евич Марты́нов, 9 tháng 5 năm 1905 – 21 tháng 6 năm 1980) – nhà thơ, nhà văn, dịch giả Nga, được coi là một trong những nhà thơ lớn của Nga thế kỷ XX.

## Tiểu sử
Leonid Martynov sinh ở Omsk. Bố làm công nhân đường sắt, mẹ là giáo viên trường làng. Bản thân Martynov chưa học hết phổ thông trung học nhưng từng làm phóng viên của nhiều tờ báo. Năm 1921 in những bài thơ đầu tiên trên một số tờ báo địa phương. Năm 1930 in cuốn văn xuôi đầu tiên. Năm 1932 đưa bản thảo đến nhà in cuốn "Câu chuyện về yêu và ghét trong những năm đầu cải tổ xã hội chủ nghĩa" nhưng không được in và bản thảo bị thất lạc. Cũng trong năm 1932 bị bắt vì tội tuyên truyền chống cách mạng và bị đi miền Bắc cải tạo 3 năm. Nói là cải tạo nhưng ông cũng được phép làm ở tờ báo của tỉnh Vologda và ở đây ông đã cưới được vợ.
Năm 1939 in cuốn thơ đầu tiên Стихи и поэмы (Thơ và trường ca) và trở nên nổi tiếng sau khi in cuốn sách này. Năm 1942 được kết nạp vào Hội Nhà văn. Năm 1943 gia nhập vào một trường bộ binh nhưng vì lý do sức khỏe nên không phải ra trận mà chỉ ngồi viết sách lịch sử của trường. Từ năm 1946 ông chuyển về sống ở Moskva.
Ngoài sáng tác ông còn dịch nhiều nhà thơ nổi tiếng của thế giới. Nhiều bài thơ của ông được phổ nhạc và trở thành những bài hát nổi tiếng. Leonid Martynov ba lần được tặng huân chương Lao động trong các năm 1964, 1971 và 1975, Giải thưởng Nhà nước của Liên bang Nga năm 1966, Giải thưởng Nhà nước Liên Xô năm 1974. Ông mất ở Moskva năm 1980. Ở thành phố Omsk người ta đã dựng tượng ông và có một con đường, một thư viện mang tên ông. Thơ của ông được dịch ra nhiều thứ tiếng, trong đó có tiếng Việt.

## Tác phẩm
Thơ và văn xuôi:
- Грубый корм, или Осеннее путешествие по Иртышу: [Очерки] — М.: Федерация, 1930.
- Стихи и поэмы. Омск: Областное издательство, 1939.
- Крепость на Оми: [Очерки]. — Омск: Омское областное государственное издательство, 1939 (на обложке: 1940).
- Поэмы. Омск: Государственное издательство, 1940.
- Поэмы. М.: Сов.писатель, 1940.
- Мы придем: Книга стихов. Омск: Областное государственное издательство, 1942.
- Жар-цвет: Книга стихов. Омск: Областное государственное издательство, 1944.
- Лукоморье: Книга стихов. — М.: Советский писатель, 1945.
- Эрцинский лес: Книга стихов. — Омск: ОмГИЗ, 1945 (на обложке: 1946).
- Стихи. — М.: Молодая гвардия, 1955.
- Лирика: Книга стихов. — М.: Советский писатель, 1958.
- Стихотворения. — М.: Художественная литература, 1961 (Серия «Библиотека советской поэзии»).
- Первородство: Книга стихов. — М.: Молодая гвардия, 1965.
- Сочинения: В 2-т. — М.: Художественная литература, 1965.
- Людские имена: Книга стихов. — М.: Молодая гвардия, 1969.
- Гиперболы: Книга стихов. — М.: Современник, 1972.
- Во-первых, во-вторых и в-третьих: Книга стихов. — М.: Молодая гвардия, 1972.
- Воздушные фрегаты: Книга новелл. — М.: Современник, 1974.
- Пути поэзии: Книга стихов. — М.: Советская Россия, 1975.
- Земная ноша: Книга стихов. — М.: Современник, 1979.
- Собрание сочинений: В 3 т. — М.: Художественная литература, 1976—1977.
- Узел бурь: Книга стихов. — М.: Современник, 1979.
- Золотой запас: Книга стихов. — М.: Советский писатель, 1981.
- Черты сходства: Новеллы. — М.: Современник, 1982.
- Стихотворения и поэмы. — Л.: Советский писатель, 1986 (Библиотека поэта. Большая серия).
- Дух творчества: Стихотворения, поэмы. — М.: Русская книга, 2000.
- У дверей вечности: Стихотворения. — М.: ЭКСМО-Пресс, 2000.
- «Буря календарь листала...» М.: Молодая гвардия, 2005.
- Дар будущему: Стихи и воспоминания / Сост. Г. А. Сухова-Мартынова, Л. В. Сухова. — М.: Вече, 2008.

Dịch thuật:
- Такташ Х. Стихи/Пер. с татар. Л. Мартынова. М., 1948.
- Мадач Имре. Трагедия человека: Пьеса/Пер. с венг. Леонида Мартынова. М., 1964.
- Поэты разных стран: Стихи зарубежных поэтов в переводе Леонида Мартынова. — М.: Прогресс, 1964. (Серия «Мастера поэтического перевода», вып.2).
- Такташ Х. Письма в грядущее: Стихотворения и поэмы/Пер. с татар. Л. Мартынова. Казань, 1971.
- Ади Э. Стихи/Пер. с венг. Леонида Мартынова. М., 1975.
- Межелайтис Э. Голос/Стихи в пер. Л. Мартынова. Вильнюс, 1977.
- Вёрёшмарти М. Чонгор и Тюнде: Пьеса-сказка/Пер. с венг. Л. Мартынова. М., 1984.

Sách viết về nhà thơ:
- Сын Гипербореи: Книга о поэте. Омск: Инкомбанк, 1997.
- Сухова-Мартынова Г. А. Воспоминания о Леониде Мартынове. М.: Советский писатель, 1989.
- Шайтанов И. О. Леонид Мартынов / Художественные поиски и традиции в современной поэзии //Русская литература XX века. Под ред. В. В. Агеносова. 11 кл. Ч.2. М.: Дрофа, 2007.
- Поварцов С. Над рекой Тишиной. Омск: Омское книжное издательство 1988.
- Красников Г. Н. Время собирать камни мироздания (Вступительная статья) / Л.Мартынов. Буря календарь листала. М., Молодая Гвардия, 2005.

## Một số bài thơ
| Anh yêu em Cánh buồm của anh Vá chặp vá đùm Nhưng nó phục vụ cho con thuyền chăm chỉ. Anh yêu em Quan trọng gì già hay trẻ Nếu như anh yêu em! Có thể Còn lại anh và em Chỉ anh và em trên thực tế Anh yêu em là để Biển nổi sóng, dù vẫn lặng theo thời gian. Và mây đen giữa trời xanh Và dây rợ Cót két kêu lên. Nhưng em là chủ con thuyền – Chỉ em. Và không có gì hay hơn nữa Rằng anh yêu em! Sự dịu dàng Em giờ úa vàng, còn anh tê tái Sẽ không hay ta gặp gỡ lúc này Chỉ sự dịu dàng ngày trước quên ở đây Đã buộc anh đánh đường quay trở lại. Anh vào nhà, không chào hỏi, kêu vang: - Người gác ngủ, cửa nhà em đang mở Anh không doạ gì đâu, em đừng sợ Chỉ xin em trả lại sự dịu dàng. Anh mang lên gác thượng, vào bóng đêm Nơi bầy chuột trong đôi giày lót ổ Anh mang lên gác sự dịu dàng xưa cũ Để trẻ bơ vơ không thể đi tìm. Xưa ở nước Nga Xưa ở nước Nga hoa súng nở trên đầm Nơi vẫn đang mơ màng những con cá giếc Bạn xuống tắm. Và bỗng nhiên cá giếc Có vẻ như từ dưới đáy nổi lên. Và bạn hỏi hoa súng trong bóng đen: "Này hoa! Mày có điên không đấy! Thế, nếu như ta đưa tay ra hái?" "Hái đi. Đừng sợ, Ta sẽ hồi sinh!" Hoa súng nhọc nhằn – lên đến đỉnh. Hoa kia muốn trở thành bình Dù là chiếc bình không lớn Nhưng với linh hồn người trần gian. Tất cả được bắt đầu từ cái chết Tất cả được bắt đầu Từ cái chết Và khi đó sẽ rõ ràng Ai với ai thân thiết Ai với ai giao thiệp Quê hương có tự hào về anh. Và tất cả trở nên sáng tỏ hơn Ai chân lý, ai phù vân Ai nô lệ, ai biết... Còn nếu tất cả kết thúc bằng cái chết Thì chẳng có chi để bắt đầu! Bản dịch của Nguyễn Viết Thắng | Я тебя люблю Он залатан, Мой косматый парус, Но исправно служит кораблю. Я тебя люблю. При чем тут старость, Если я тебя люблю! Может быть, Обоим и осталось В самом деле только это нам,— Я тебя люблю, чтоб волновалось Море, тихое по временам. И на небе тучи, И скрипучи Снасти. Но хозяйка кораблю — Только ты. И ничего нет лучше Этого, что я тебя люблю! Нежность Вы поблекли. Я - странник, коричневый весь. Нам и встретиться будет теперь неприятно. Только нежность, когда-то забытая здесь, Заставляет меня возвратится обратно. Я войду, не здороваясь, громко скажу: - Сторож спит, дверь открыта, какая небрежность! Не бледнейте! Не бойтесь! Ничем не грожу, Но прошу вас: отдайте мне прежнюю нежность. Унесу на чердак и поставлю во мрак Там, где мышь поселилась в дырявом штиблете. Я старинную нежность снесу на чердак, Чтоб ее не нашли беспризорные дети. Цвела кувшинка на Руси! В пруду, где дремлют караси, Купался ты. И вдруг она Всплыла, как будто бы со дна. И ты спросил ее во тьме: -"Цветок! В своем ли ты уме! А если я тебя сорву?" "Сорви. Не бойся. Оживу!" Кувшинке трудно - до вершин. Кувшинке хочется в кувшин, Хотя бы очень небольшой, Но с человеческой душой. Со смерти все начинается... Со смерти Все и начинается, И выясняется тогда, Кто дружен с кем, Кто с кем не знается И кем земля твоя горда. И все яснее освещается, Кто - прав, кто - прах, Кто - раб, кто - знать... А если смертью все кончается, То нечего и начинать! |